# Đội đặc nhiệm nhà C21
Đội đặc nhiệm nhà C21 là một  bộ phim truyền hình được thực hiện bởi Trung tâm Phim truyền hình Việt Nam, Đài Truyền hình Việt Nam do NSƯT Vũ Hồng Sơn làm đạo diễn. Phim dựa trên bộ truyện Nhóm đặc nhiệm nhà C21 của Lê Tấn Hiển. Phim phát sóng lần đầu trong Văn nghệ chủ nhật vào năm 1998 trên kênh VTV3.

## Nội dung
Đội đặc nhiệm nhà C21 nói về 5 người bạn học cùng lớp có chung một niềm đam mê phá án, đó là Minh "tổ cú", Sơn "sọ", Sáng "béo", Tùng "quắt" và Quang "sọt". Chính vì vậy họ đã tập hợp lại với nhau và thành lập một nhóm đặc nhiệm mang tên "Nhóm đặc nhiệm nhà C21". Dù chỉ là những cô cậu học sinh cấp hai, nhưng bằng sự thông minh, nhanh trí, có tài phán đoán của mình, họ đã phá được nhiều vụ án quan trọng và phần nào mang lại sự bình yên cho khu tập thể cùng trường học...

## Diễn viên
- Tuấn Long trong vai Minh "tổ cú"[6]
- Đức Thịnh trong vai Sơn "sọ"[4]
- Tùng Lâm trong vai Sáng "béo"[7]
- Quang Tú trong vai Quang "sọt"[8]
- Thanh Hải trong vai Tùng "quắt"[9]
- Thu Trang trong vai Tuyết "mèo con"
- Hồng Anh trong vai Hạnh "tăm tre"
- Anh Tuấn trong vai Sinh
- Văn Bốn trong vai Hải "Cà nhắc"
- An Thuận trong vai Toàn
- Bích Huyền trong vai Em gái Minh "tổ cú"[10]
- Thúy Ngân trong vai Em gái Toàn
- Việt Thắng trong vai Bố Minh "tổ cú"
- Vân Hà trong vai Mẹ Minh "tổ cú"
- Trần Đức trong vai Bố Sơn "sọ"
- NSƯT Ngọc Quốc trong vai Bác bảo vệ
- Phú Thăng trong vai Bố Quang "sọt"
- Phú Đôn trong vai Thầy dạy nhạc
- Hữu Chỉnh trong vai Bố Hải "Cà nhắc"
- Mộng Phương trong vai Bà bán bánh
- Lan Hương trong vai Bà bán khoai

Và một số diễn viên khác...

## Phần phim tiếp theo
Được sự đồng ý của tác giả bộ truyện, đạo diễn Đức Thịnh, người đóng vai Sơn "sọ" trong phim đã quyết định thực hiện 11 tập còn lại của bộ truyện. Phim bắt đầu đi vào khâu tuyển vai và sản xuất từ năm 2019.